# Miss Italia 1999
Miss Italia 1999 si è svolta a Salsomaggiore Terme in tre serate: il 3, 4 e 5 settembre 1999. Il concorso è stato condotto da Fabrizio Frizzi, in diretta da Salsomaggiore Terme. Presidente della giuria artistica è Alberto Sordi, che ha incoronato la vincitrice del concorso, la ventiduenne Manila Nazzaro di Foggia. Seconda classificata Elisa Pelatti di Carpi (MO) vincitrice del titolo di Miss Miluna e infine terzo posto per la diciannovenne Caterina Balivo di Napoli.
La sigla era la canzone Più bella cosa di Eros Ramazzotti.

## Giuria tecnica
- Vittorio Sindoni, Regista
- Raffaella De Carolis, Miss Italia 1962
- Gil Cagnè, Visagista
- Rinaldo Geleng, Pittore
- Rocco Barocco, Stilista

## Giuria artistica
- Alberto Sordi (Presidente)
- Simona Ventura (Madrina)
- Sandra Mondaini
- Melba Ruffo
- Anna Valle
- Maurizia Cacciatori, Nazionale Italiana di Pallavolo
- Andrea Meneghin, Campione Europeo Pallacanestro
- Gianmarco Pozzecco, Campione Europeo Pallacanestro
- Antonello Dose, Conduttore RadioDue
- Marco Presta, Conduttore RadioDue
- Deborah Compagnoni
- Stefano Bettarini
- Debora Caprioglio
- Roberta Capua
- Cinzia De Ponti
- Marisa Jossa
- Alba Rigazzi
- Layla Rigazzi
- Graziella Chiappalone
- Denny Méndez
- Pierluigi Ronchetti, Direttore TV Sorrisi
- Rosanna Mani, Condirettore TV Sorrisi
- Elisabetta Invernici, Direttore Bella
- Maria Tatsos, Direttore Top Girl
- Silvana Giacobini, Direttore Chi
- Paolo Perazzoli, Sindaco di San Benedetto Del Tronto
- Maurizio Zanner, COTONELLA
- Piero Fattori, WELLA
- Katia Berloni, BERLONI
- Raffaele Carfora, AMAREA
- Giacomo Cenni, SASCH
- Gianluca Bonetti, DEBORAH
- Sergio Cielo, MILUNA
- Giovanni Libero Moretti, ROCCHETTA
- Michele Mura, MERI CALZE E COLLANT
- Enzo Mirigliani
- Patrizia Mirigliani
- Ambra Gullà, Miss Italia nel Mondo 1999
- Saverio Insalata, Coordinatore Miss Italia nel Mondo

## Piazzamenti
| Risultato finale     | Concorrente             |
| -------------------- | ----------------------- |
| Miss Italia 1999     | - – Manila Nazzaro      |
| Seconda classificata | - – Elisa Pelatti       |
| Terza classificata   | - – Caterina Balivo     |
| Quarta classificata  | - – Silvia Serpi        |
| Quinta classificata  | - – Donatella Salvatico |
| Sesta classificata   | - – Chiara Soriente     |

## Altri riconoscimenti
- Miss Cinema: Manila Nazzaro[6]
- Miss Eleganza: Samantha Meo[6]
- Ragazza Sasch Modella Domani: Samuela Spalvieri
- Miss Deborah: Donatella Salvatico[6]
- Miss Amarea Moda Mare: Sabrina Chico
- Miss Wella: Erminia Castriota
- Miss Miluna: Elisa Pelatti
- Miss Rocchetta Bellezza: Chiara Soriente
- Miss Sorriso: Rosa De Santis
- Meri Ragazza in Gambissime: Michela Allocca
- Miss Televolto: Eleonora Rossi
- Miss TV Sorrisi e Canzoni: Chiara Soriente
- Miss Berloni: Francesca Zema
- Ragazza Immagine: Valeria Oppenheimer
- Miss Top Girl: Valentina Cavana
- Fashion Girl: Valeria Patelli

## Le concorrenti
Le prefinali si svolsero tra il 23 e il 27 agosto 1999 e vi parteciparono in 211.
1. Erika Riello (Miss Valle d'Aosta)
2. Rosaria Cannavò (Miss Piemonte)
3. Gloria Anselmi (Miss Lombardia)
4. Elisa Bedin (Miss Trentino-Alto Adige)
5. Elena Valdevit (Miss Friuli Venezia Giulia)
6. Laura Cimolai (Miss Veneto)
7. Marika Ceregini (Miss Liguria)
8. Elisa Pelatti (Miss Emilia)
9. Monia Mamini (Miss Romagna)
10. Claudia Lattuneddu (Miss Toscana)
11. Beatrice Primi (Miss Umbria)
12. Eleonora Righi (Miss Marche)
13. Dana Ferrara (Miss Lazio)
14. Valentina Quintabà (Miss Abruzzo)
15. Amalia Auriemma (Miss Campania)
16. Patrizia Cozzolino (Miss Molise)
17. Manila Nazzaro (Miss Puglia) (seconda partecipazione)
18. Francesca Zema (Miss Calabria)
19. Anna Vitella (Miss Basilicata)
20. Antonina Benenati (Miss Sicilia)
21. Silvia Vascellari (Miss Sardegna)
22. Donatella Salvatico (Miss Stresa)
23. Tatiana Lorenzini (Miss Milano)
24. Valeria Oppenheimer (Miss Roma)
25. Valentina Pianta (Miss Cinema Piemonte)
26. Paola Giacomelli (Miss Cinema Trentino-Alto Adige)
27. Silvia De Min (Miss Cinema Friuli Venezia Giulia)
28. Milena Marchesi (Miss Cinema Romagna)
29. Debora Barbagli (Miss Cinema Toscana)
30. Annamaria Palella (Miss Cinema Umbria)
31. Annalisa Guadalupi (Miss Cinema Lazio)
32. Francesca Arrius (Miss Cinema Sardegna)
33. Vanessa Tosi (Miss Eleganza Lombardia)
34. Stefania Cecere (Miss Eleganza Veneto)
35. Simona Iacovello (Miss Eleganza Toscana)
36. Valentina Centioni (Miss Eleganza Marche)
37. Morena Gentile (Miss Eleganza Abruzzo)
38. Katiuscia Scicchitano (Miss Eleganza Calabria)
39. Chiara Soriente (Miss Amarea Moda Mare Piemonte)
40. Mara Mamoli (Miss Amarea Moda Mare Lombardia)
41. Anna Antonello (Miss Amarea Moda Mare Trentino-Alto Adige)
42. Chiara Del Savio (Miss Amarea Moda Mare Friuli Venezia Giulia)
43. Chiara Boschi (Miss Amarea Moda Mare Emilia)
44. Alice Milani (Miss Amarea Moda Mare Romagna)
45. Monia Salvatori (Miss Amarea Moda Mare Toscana)
46. Federica Gabrielli (Miss Amarea Moda Mare Umbria)
47. Luana Zugno (Miss Amarea Moda Mare Abruzzo)
48. Caterina Balivo (Miss Amarea Moda Mare Campania)
49. Giuliana Signorino (Miss Amarea Moda Mare Sicilia)
50. Tania Pitzolu (Miss Amarea Moda Mare Sardegna)
51. Manuela Consoli (Miss Wella Piemonte)
52. Francesca Giacomello (Miss Wella Trentino-Alto Adige)
53. Sabrina Figari (Miss Wella Liguria)
54. Eleonora Rossi (Miss Wella Romagna)
55. Valentina Cavana (Miss Wella Toscana)
56. Lorenza Aquilani (Miss Wella Lazio)
57. Annamaria Ciccone (Miss Wella Campania)
58. Samanta Scarlino (Miss Wella Puglia)
59. Daniela Patania (Miss Wella Sicilia)
60. Francesca Spada (Miss Wella Sardegna)
61. Elisa Vaira (Miss Deborah Valle d'Aosta)
62. Valentina Persico (Miss Deborah Trentino-Alto Adige)
63. Maria Pola (Miss Deborah Toscana)
64. Carmela Marzano (Miss Deborah Campania)
65. Giulia Gualano (Miss Deborah Molise)
66. Erminia Castriota (Miss Deborah Puglia)
67. Maria Rosaria Iuli (Miss Deborah Calabria)
68. Santina Mazza (Miss Deborah Sicilia)
69. Silvia Serpi (Miss Deborah Sardegna)
70. Francesca Vettori (Meri Ragazza in Gambissime Trentino-Alto Adige)
71. Silvia Arena (Meri Ragazza in Gambissime Emilia)
72. Manuela Dugheria (Meri Ragazza in Gambissime Romagna)
73. Laura Locati Luciani (Meri Ragazza in Gambissime Toscana)
74. Pamela Moretti (Meri Ragazza in Gambissime Umbria)
75. Valentina Biancospino (Meri Ragazza in Gambissime Lazio)
76. Michela Allocca (Meri Ragazza in Gambissime Campania)
77. Giovanna Di Lena (Meri Ragazza in Gambissime Molise)
78. Maria Giovanna Lucia (Meri Ragazza in Gambissime Calabria)
79. Antonella Costantino (Meri Ragazza in Gambissime Basilicata)
80. Veronica Corsiero (Ragazza Sasch Modella Domani Lombardia)
81. Monica Gabrielli (Ragazza Sasch Modella Domani Trentino-Alto Adige)
82. Nicoletta Florian (Ragazza Sasch Modella Domani Friuli Venezia Giulia)
83. Eleonora Pedron (Ragazza Sasch Modella Domani Veneto) (prima partecipazione)
84. Roberta Soncini (Ragazza Sasch Modella Domani Emilia)
85. Monica Milani (Ragazza Sasch Modella Domani Romagna)
86. Sara Iacovello (Ragazza Sasch Modella Domani Toscana)
87. Samuela Spalvieri (Ragazza Sasch Modella Domani Marche)
88. Eleonora Tricca (Ragazza Sasch Modella Domani Abruzzo)
89. Rossella D'Andrea (Ragazza Sasch Modella Domani Campania)
90. Giuliana Di Serio (Ragazza Sasch Modella Domani Puglia)
91. Valentina Pisano (Ragazza Sasch Modella Domani Sardegna)
92. Santa Ierace (Miss Rocchetta Bellezza Valle d'Aosta)
93. Valeria Patelli (Miss Rocchetta Bellezza Lombardia)
94. Milena Migliorini (Miss Rocchetta Bellezza Emilia)
95. Angela Zerbini (Miss Rocchetta Bellezza Romagna)
96. Rossana Russo (Miss Rocchetta Bellezza Toscana)
97. Samantha Meo (Miss Rocchetta Bellezza Lazio)
98. Claudia Racciatti (Miss Rocchetta Bellezza Abruzzo)
99. Rosa De Santis (Miss Rocchetta Bellezza Campania)
100. Sabrina Chico (Miss Rocchetta Bellezza Puglia)

Riserve
1. Daiane Soares Griguol